# Pseudalbiorix armasi
Espèce
Pseudalbiorix armasi est une espèce de pseudoscorpions de la famille des Ideoroncidae.

## Distribution
Cette espèce est endémique de Cuba. Elle se rencontre dans les provinces de Pinar del Río et d'Artemisa dans la Sierra de los Órganos et la Sierra del Rosario.

## Description
Les mâles mesurent de 1,82 à 2,63 mm.

## Étymologie
Cette espèce est nommée en l'honneur de Luis F. de Armas.

## Publication originale
- Harvey, Barba, Muchmore & Pérez, 2007 : Pseudalbiorix, a new genus of Ideoroncidae (Pseudoscorpiones, Neobisioidea) from central America. Journal of Arachnology, vol. 34, no 3, p. 610-626 (texte intégral).